# آدولف اشتلزر
آدولف اشتلزر (آلمانی: Adolf Stelzer; ۱ سپتامبر ۱۹۰۸ – ۳۰ آوریل ۱۹۷۷) بازیکن فوتبال اهل سوئیس بود.
از باشگاه‌هایی که در آن بازی کرده‌است می‌توان به باشگاه فوتبال زوریخ اشاره کرد.
وی همچنین در تیم ملی فوتبال سوئیس بازی کرده‌است.